# 링컨의 잃어버린 연설

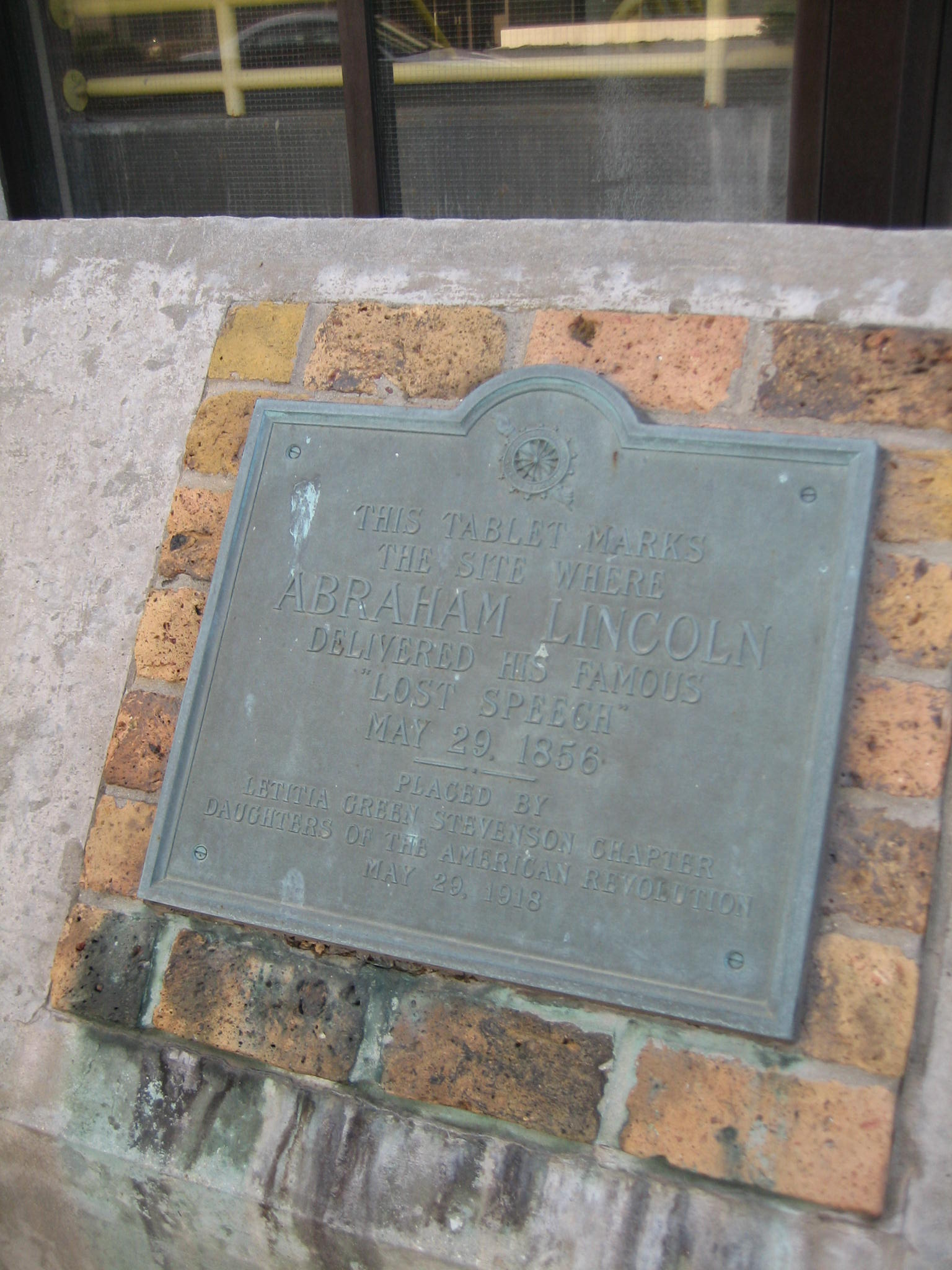
이 명판은 링컨의 잃어버린 연설 장소를 표시했다.

에이브러햄 링컨의 "잃어버린 연설"(Lost Speech)은 1856년 5월 29일 일리노이주 블루밍턴에서 열린 블루밍턴 회의에서 한 연설이다. 기자들이 너무 몰입하여 메모를 할 수 없었기 때문에 전통적으로 사라진 것으로 여겨지는 이 연설은 노예제에 대한 격정적인 비난이었던 것으로 믿어진다.

## 연설
링컨의 잃어버린 연설은 1856년 5월 29일 일리노이주 블루밍턴) 시내 이스트가와 프론트가 모퉁이에 있었던 메이저스 홀(Major's Hall)이라는 건물에서 이루어졌다. 링컨은 반네브래스카 블루밍턴 회의에서 연설했으며, 이 회의는 일리노이주 공화당의 창당으로 절정에 달했다.
잃어버린 연설에 대한 알려진 필사본이나 기록은 현지 언론의 간략한 요약 외에는 없다. 목격자들은 그날 링컨 연설 내용의 일부를 단편적으로 제공했다. 윌리엄 헌든은 링컨의 하우스 디바이디드 연설 중 일부가 당시 새로운 개념에 기반을 두지 않았다고 주장했다. 그는 링컨의 "스스로 분열된 집은 설 수 없다"는 말은 1856년 블루밍턴에서의 유명한 연설에서 유래했다고 썼다. 사실, 그는 연설에 참석하여 연설을 필기하려고 했지만 15분 만에 포기하고 일부 내용이 담긴 종이를 버렸다. 시카고 트리뷴의 편집자 조지프 메딜은 시카고 변호사 헨리 클레이 휘트니의 연설 필사본이 정확하다고 주장했지만, 휘트니의 버전은 나중에 반박되었다.
이 연설은 노예제에 대한 강력한 비난이었던 것으로 여겨진다. 링컨의 노예제 확장에 대한 비난이 강력했다는 것은 알려져 있다.
잃어버린 연설에 대한 기록이 없는 전통적인 이유는 링컨의 능숙하고 강력한 웅변이 참석한 모든 사람을 매료시켰기 때문이라고 한다. 기자들은 링컨의 말에 홀린 듯 연필을 내려놓고 메모를 소홀히 했다고 전해진다. 연설이 끝났을 때 메모는 없었고, 그날의 언론 보도는 단지 연설이 전달되었다는 사실만을 기록했다.
헌든의 회고록에는 이 연설이 "사라졌다"는 사실이 우연이 아니었을 수도 있다는 증거가 있다. 링컨의 웅변은 너무나 강력해서 참석한 다른 사람들은 그 말이 연방의 붕괴로 이어질까봐 두려워했고, 링컨은 1856년 선거 운동 기간 동안 "그 반복을 중단"하는 데 동의했다.

## 휘트니 버전
1896년, 시카고 변호사 헨리 클레이 휘트니는 매클루어스 매거진에 실린 기사에 자신의 연설 기록을 발표했다. 휘트니는 연설 중에 메모를 했고, 그 메모를 바탕으로 연설을 작성했다고 주장했다. 그는 40년이 지난 후, 아이다 M. 타벨이 이 메모들을 출판하도록 독려했고, 그는 그렇게 했다고 말했다. 500부 한정판으로 흰색 표지로 제본된 이 연설은 1897년 2월 12일 뉴욕 공화당 클럽에 의해 연례 링컨 만찬 기념품으로 재인쇄되었다. 이 연설은 다른 인쇄본이 없다.
처음에는 휘트니의 버전에 어느 정도 신빙성이 부여되었다. 아이다 타벨은 시카고 트리뷴 기자로 일하면서 잃어버린 연설에 참석했던 조지프 메딜을 찾아갔고, 그는 휘트니의 버전이 "놀라운 정확성"을 보여주었다고 주장했다.
타벨은 무심코 이야기에 휩쓸렸지만, 다른 사람들은 회의적이었다. 링컨의 전 개인 비서였던 존 조지 니콜라이는 휘트니의 버전이 링컨의 문체와는 거리가 멀고 사기라고 선언했다. 에이브러햄의 아들인 로버트 링컨도 니콜라이의 평가에 동의했다. 1900년, 매클레인군 역사 협회는 그들의 회의론을 선언했다. 현대에 링컨 연구자이자 시카고 역사 협회의 이사였던 폴 M. 앵글은 휘트니의 연설 버전과 그 유효성에 대한 그의 주장이 "조작"임을 폭로했다.

## 중요성
링컨의 잃어버린 연설은 타벨이 휘트니의 버전에 매료될 무렵에는 전설적인 지위를 가진 유명한 연설이었다. 링컨은 "영감을 받은 거인처럼" 연설했다고 전해지며, 연설이 어떻게 사라지게 되었는지에 대한 이야기는 잘 알려져 있었다. 연설에 참석한 많은 사람들은 그것이 링컨 생애 최고의 연설이라고 생각했다. 일리노이 공화당을 사실상 창당한 첫 주 대회에서 행해진 이 연설은 링컨을 전국 정치 무대의 주목을 받게 했다.
잃어버린 연설로 알려졌음에도 불구하고, 그 내용은 사람들에게 영향을 미쳤다. 연설을 들었던 사람들은 종종 들었던 내용을 반복해달라는 요청을 받았고, 열광적인 지지자 집단은 1856년 미국 부통령 후보 중 링컨이 2위를 차지하는 데 박차를 가했다.

## 같이 보기
- 에이브러햄 링컨과 노예제
- 더 링컨 헌터스

## 내용주
1. 1 2  Federal Writers' Project, Illinois: A Descriptive and Historical Guide, (Google Books), A.C. McClurg & Company, Chicago: 1939, p. 164, (ISBN 1603540121).
2. ↑  Abraham Lincoln research site on Lincoln's lost speech Retrieved 03 Mar '18
3. 1 2  Briggs, John Channing. Lincoln's Speeches Reconsidered, (Google Books), JHU Press, 2005, pp. 165–66, (ISBN 0801881064).
4. 1 2  Tarbell, Ida M. All In a Day's Work: An Autobiography, (Google Books), 2003, University of Illinois Press, p. 173, (ISBN 0252071360).
5. 1 2 3 4 5 6 7 8  Peterson, Merrill D. Lincoln in American Memory, (Google Books), Oxford University Press, 1994, p. 154, (ISBN 0195096452).
6. ↑  "The Historical Significance of Downtown Bloomington 보관됨 2008-02-13 - 웨이백 머신", Our History, Downtown Bloomington Association, accessed April 18, 2008.
7. 1 2  Cima, Greg. "Inspiration found in 'lost speech'[깨진 링크(과거 내용 찾기)]", The Pantagraph (블루밍턴 (일리노이주)), May 30, 2006, accessed April 18, 2008.
8. ↑  칼 샌드버그는 1856년 공화당의 승리가 분리 독립을 초래할 것이라는 밀러드 필모어의 주장에 대한 링컨의 답변으로 갈레나와 스프링필드 신문에 보도된 연설과 유사하다고 생각했다: "이 모든 연방 해체에 대한 이야기는 허튼소리이며, 어리석음에 불과합니다. 우리는 연방을 해체하지 않을 것이고, 여러분도 그렇게 하지 않을 것입니다. [신문에 주어진 강조점과 같음.] Sandburg, Carl (1954), Abraham Lincoln: The Prairie Years, 1965 reprint, New York: Dell, p. 223.
9. ↑  링컨, 에이브러햄, Whitney, Henry Clay and 메딜, 조지프. "Lincoln's Lost Speech", Now First Published from the Unique Report", (Google Books), McClure's Magazine, S.S. McClure, September 1896, pp. 319–31.
10. 1 2  Whitney, Henry Clay and Miller, Marion Mills. Life of Lincoln (Google Books), The Baker & Taylor Company, New York: 1908, pp. 327–52.
11. ↑  연설 장소인 일리노이주 블루밍턴은 매클레인군에 위치해 있다.
12. ↑  Prince, Ezra M., ed.  Meeting of May 29, 1900 Commemorative of the Convention of May 29, 1856 That Organized the Republican party in the State of Illinois (Transactions of the McLean County Historical Society v. 3) 보관됨 6월 10, 2011 - 웨이백 머신, 1900, Abraham Lincoln Historical Digitization Project, 노던일리노이 대학교, accessed April 18, 2008.
13. 1 2  Angle, Paul M. Abraham Lincoln by Some Men Who Knew Him, (Google Books), Ayer Publishing, 1950, pp. 29–30, (ISBN 083691242X).
14. ↑  Wheeler, Samuel P. "Adultery, Murder and Lincoln", Illinois Times, December 27, 2007, accessed January 27, 2013.

## 더 읽어보기
- Crissey, Elwell. Lincoln's Lost Speech: The Pivot of His Career, New York: Hawthorn Books, Inc., 1967.
- Fenster, Julie M. The Case of Abraham Lincoln: A Story of Adultery, Murder, and the Making of a Great President, (Google Books), Palgrave Macmillan, 2007 (ISBN 140397635X).
- Randall, J. G. "Life on the Circuit with Lincoln by Henry Clay Whitney" JSTOR book review, The American Historical Review, Vol. 46, No. 1 October 1940, pp. 172–173.